# Trichonta funerea
Trichonta funerea är en tvåvingeart som beskrevs av Freeman 1951. Trichonta funerea ingår i släktet Trichonta och familjen svampmyggor. Inga underarter finns listade i Catalogue of Life.